# Gunzelin V. (Schwerin)
Gunzelin V. (* vor 1273; † nach 1307 ?) war Graf von Schwerin.
Gunzelin V. war der Sohn aus erster Ehe von Helmold III. Er regierte nach dem Tod seines Vaters 1296 bis zu seinem eigenen Tod 1307. Die letzte urkundliche Erwähnung von Gunzelin V. erfolgte am 31. Oktober 1307. Verheiratet war Gunzelin V. mit Mechthild der Tochter von Gerhard I. von Holstein. Kinder werden namentlich nicht genannt.
Nachfolger wurde sein Halbbruder Heinrich III. .